# Siphoneugena guilfoyleiana
Siphoneugena guilfoyleiana là một loài thực vật có hoa trong Họ Đào kim nương. Loài này được Proença miêu tả khoa học đầu tiên năm 1990.